# Chinnanit
Chinnanit  (hebräisch חִנָּנִית ‚Gänseblümchen‘) ist eine völkerrechtlich illegal errichtete israelische Gemeinschaftssiedlung im Westjordanland, die vom Regionalrat Schomron verwaltet wird. 2017 gab es in der Siedlung 1295 Einwohner.

## Namensgebung
Der Ort wurde nach dem Gänseblümchen benannt, das in der Region verbreitet ist.

## Geschichte
Die Siedlung wurde 1980 zuerst als Moschaw Owdim von der Moschawim-Bewegung gegründet. Im Januar 1981 siedelten sich Bergjuden aus dem Kaukasus-Gebirge im Ort an, dabei erfolgte die Umwandlung des Ortes in eine Gemeinschaftssiedlung.

## Lage und Umgebung
Chinnanit liegt am Highway 65 und bildet die größte Siedlung im sog. Schaked-Siedlungsblock (hebräisch גּוּשׁ יִישּׁוּבִי שָׁקֵד), bestehend aus den Siedlungen Schaked (hebräisch שָׁקֵד), Chinnanit, Rechan (hebräisch רֵיחָן) und Tal Menasche (hebräisch טַל מְנַשֶּׁה).